# Farsogaleruca
Farsogaleruca là một chi bọ cánh cứng trong họ Chrysomelidae.
Chi này được miêu tả khoa học năm 1981 bởi Lopatin.

## Các loài
Các loài trong chi này gồm:
- Farsogaleruca inseparabilis Lopatin, 1981
- Farsogaleruca rufina Lopatin, 1981